# Ormosia flavida
Ormosia flavida là một loài ruồi trong họ Limoniidae. Chúng phân bố ở miền Cổ bắc.